# Гродзиско (Олесненский повет)
Гродзи́ско (пол. Grodzisko, нем. Grötsch) — село в Польше в гмине Олесно Олесненского повета Опольского воеводства.

## История
До 1946 года село носило немецкое название «Грёч». 12 ноября 1946 года село было переименовано в Гродзиско.
В 1975—1998 годах село входило в Ченстоховское воеводство.

## Достопримечательности
- Церковь святого Роха, построенная в 1710 году — памятник культуры Опольского воеводства[3].